# Sandra Hüller
Sandra Hüller (Suhl, 1978. április 30. –) César-díjas német színésznő.

## Élete
1996 és 2000 között a berlini Ernst Busch Színművészeti Főiskolában tanult.
2002 és 2006 között a bázeli színházban dolgozott.
Lipcsében él.

## Filmográfia
- 1999: Midsommar Stories (Episodenfilm) – rendező: Andi Niessner
- 2003: Kleine Schwester (rövidfilm) − rendező: Thomas Adamicka
- 2003: Nicht auf den Mund (rövidfilm) − rendező: Kathrin Feistl
- 2004: Kühe lächeln mit den Augen (rövidfilm) − rendező: Johanna Icks
- 2005: Madonnen − rendező: Maria Speth
- 2006: Requiem − rendező: Hans-Christian Schmid
- 2008: Anonyma – Eine Frau in Berlin − rendező: Max Färberböck
- 2008: Der Architekt− rendező: Ina Weisse
- 2009: Fräulein Stinnes fährt um die Welt − rendező: Erica von Moeller
- 2009: Roentgen (rövidfilm) − rendező: Michael Venus
- 2009: Fliegen – rendező: Piotr J. Lewandowski
- 2010: Henri 4 − rendező: Jo Baier
- 2010: Aghet – Ein Völkermord – rendező: Eric Friedler
- 2010: Brownian Movement – rendező: Nanouk Leopold
- 2011: Über uns das All – rendező: Jan Schomburg
- 2011: Fluss (rövidfilm) – rendező: Michael Venus
- 2011: Der Kriminalist ( Sucht episód) – rendező: Filippos Tsitos
- 2013: Finsterworld – rendező: Frauke Finsterwalder
- 2013: Pinocchio (három részes) – rendező: Anna Justice
- 2014: Vergiss mein Ich – rendező: Jan Schomburg
- 2014: A rendőrség száma 110 (Polizeiruf 110 / Morgengrauen epizód) – rendező: Alexander Adolph
- 2014: Amour Fou – rendező: Jessica Hausner
- 2016: Toni Erdmann – rendező: Maren Ade
- 2016: Der Tatortreiniger (Özgür epizód) – rendező: Arne Feldhusen
- 2015: Fák jú, Tanár úr! 3. (Fack ju Göhte 3) – rendező: Bora Dagtekin
- 2018: In den Gängen – rendező: Thomas Stuber
- 2021: Én vagyok a te embered (Ich bin dein Mensch); ügyintéző – rendező Maria Schrader
- 2021: München; Helen Winter – rendező Christian Schwochow
- 2022: Mindenki az időjárásról beszélget (Alle reden übers Wetter); Hana – rendező Annika Pinske
- 2023: Egy zuhanás anatómiája (Anatomie d’une chute); Sandra Voyter – rendező Justine Triet
- 2024: A változás valutája (Zwei zu eins); Maren – rend. Natja Brunckhorst

## Fordítás
- Ez a szócikk részben vagy egészben  a   Sandra Hüller című német Wikipédia-szócikk fordításán alapul.  Az eredeti cikk szerkesztőit annak laptörténete sorolja fel. Ez a jelzés csupán a megfogalmazás eredetét és a szerzői jogokat jelzi, nem szolgál a cikkben szereplő információk forrásmegjelöléseként.